# 다마가와촌 (후쿠시마현)
다마가와촌(玉川村)은 후쿠시마현 이와키군에 있던 촌이다.

## 역사
- 1889년 4월 1일 -정촌제 시행에 수반해 10촌이 합병해 이와사키군 다마가와촌이 성립하였다.
- 1893년 4월 1일 - 군의 통합으로 이와키군에 소속되었다.
- 1941년 8월 15일 - 이와사키군 오나하마정에 편입되어, 동일  다마가와촌이 폐지되었다.
- 1954년 3월 31일 - 오나하마정이 이즈미정, 에나정, 와타나베촌과 합병해 이와키시가 되었다
- 1966년 10월 1일 - 다이라 시, 우치고 시, 이와키 시, 나코소 시, 조반 시, 이와키 군 요쓰쿠라 정, 도노 정, 오가와 정, 요시마 촌, 미와 촌, 다비토 촌, 가와마에 촌, 후타바군 히사노하마 촌, 오히사 촌과 합병해 이와키시가 성립하였다.

## 참고문헌
- 『市町村名変遷辞典』東京堂出版、1990年。